# Vincent Yarbrough
Vincent Raymond Yarbrough (* 21. März 1981 in Lake Forest, Illinois) ist ein ehemaliger US-amerikanischer Basketballspieler.
Er ist 2,01 Meter groß, wiegt 96 Kilogramm und spielt auf der Position des Small Forward. In der Saison 2006/2007 spielte er für die Brose Baskets in Bamberg. Davor spielte er für die Denver Nuggets, Telindus Oostende (Belgien), Sicilia Messina und Viola Reggio Calabria. Er gilt als guter Verteidiger und verfügt über internationale Erfahrungen. Mit Telindus Ostende spielte er im ULEB Cup und erzielte durchschnittlich 14,5 Punkte und 6,1 Rebounds pro Spiel.
Vincent Yarbrough wechselt Anfang Februar 2008 zur EnbW Ludwigsburg.
Für die EnbW Ludwigsburg erzielte er im Schnitt 6,9 Punkte bei 4,5 Rebound pro Spiel.
Seit Juli 2008 spielt er bei den Telekom Baskets Bonn und hat einen Vertrag für die Saison 2008/2009 unterschrieben. Nach einer erfolgreichen Saison mit den Baskets, die im BBL-Finale (3:2-Niederlage gegen EWE Baskets Oldenburg) verlängerte Yarbrough seinen Vertrag um ein Jahr für die Saison 2009/2010.
In Bonn entwickelte sich Yarbrough zum Leistungsträger. Seine internationale Erfahrung und seine gute Verteidigungsarbeit sind wesentliche Faktoren im Spiel der Baskets.
Jedoch entwickelte er sich auch zu einem Unsicherheitsfaktor, da er bereits mehrmals schwere Verletzungen an den Peronealsehnen im rechten Fuß erlitt. Die im August 2010 erlittene Verletzung zwang den Amerikaner zu einer langen Pause. Schon früh wurde über ein Karriereende spekuliert und schließlich gab Yarbrough im Sommer 2011 das Ende seiner aktiven Karriere bekannt.
Vincent Yarbrough ist verheiratet und hat einen Sohn.

## Erfolge
- 2007 Deutscher Meister mit den Brose Baskets Bamberg
- 2009 Deutscher Vizepokalsieger mit den Telekom Baskets Bonn
- 2009 Deutscher Vizemeister mit den Telekom Baskets Bonn